# Joseph Leopold Eybler
Joseph Leopold Eybler (né le 8 février 1765 à Schwechat près de Vienne (Autriche) – mort le 24 juillet 1846 à (Schönbrunn) Vienne (Autriche)) est un compositeur autrichien, connu aujourd'hui peut-être plus pour son amitié avec Mozart que pour ses propres compositions.

## Biographie
Eybler est né d'une famille de musiciens. Son père était maître d'école, chef de chœur et fut l'ami de la famille Haydn. Joseph étudie d'abord le piano avec son père, avant d'entrer au collège de Saint-Stéphane à Vienne, où avaient étudié Joseph et Michael Haydn : il y est recommandé après avoir interprété un concerto pour piano, lors d'une visite à Vienne, alors qu'il n'avait que six ans. 
Il étudie la composition avec Johann Georg Albrechtsberger entre 1776 et 1779. Ce dernier déclara qu'il n'avait jamais rencontré de plus grand génie musical que Mozart. Le chœur et l'école sont fermés temporairement à la suite d'un incendie en 1782. Il entreprend des études de droit à l'Université, mais sans revenus il envisage de vivre de la musique. Durant ses années d'apprentissage, son projet est soutenu par l'aide précieuse de Haydn qui, de cousin éloigné et ami, devient aussi son protecteur et professeur. En 1797, Haydn recommande trois sonates pour piano d'Eybler à l'éditeur Artaria. 
Eybler devient aussi l'ami de Mozart à l'époque de la création de Così fan tutte. Il assure les répétitions et la préparation du chœur. 
Après la mort de Mozart, sa veuve, Constanze, lui demande de compléter la partition du « Requiem ». Mais, sans doute par respect pour le génie qui fut son maître et ami, Eybler interrompit son travail avec le Lacrimosa. Constanze confia ensuite à Süßmayer l'achèvement de l'œuvre. 
En 1792 il est nommé directeur de la Karmeliterkirche à Vienne. Deux ans plus tard il est transféré à la plus prestigieuse Schottenkloster où il passa les trente années suivantes, jusqu'en 1824, jusqu'au départ à la retraite de Salieri. Eybler obtint aussi des postes à la cour, grâce à la recommandation de J. Haydn, il y donne des cours, dès 1801 et assume la charge de Kapellmeister de 1824 à 1833. 
L'Impératrice Marie-Thérèse (1772-1807) lui commanda nombre d'œuvres, notamment le Requiem en ut mineur (1803), où l'on reconnait la marque de Albrechtsberger, Haydn et Mozart. En 1810 l'Empereur lui demande d'écrire un grand oratorio : «Die vier letzten Dinge» sur un texte de Joseph Sonnleithner destiné à l'origine à J. Haydn.
En 1825, il refuse de diriger la messe en la bémol de Franz Schubert sous prétexte que le style ne conviendrait pas au goût de l'Empereur. 
En 1833, alors qu'il dirige le Requiem de Mozart, il souffre d'une attaque cardiaque qui l'empêche définitivement de poursuivre sa carrière. Il reçut des décorations académiques et pour services rendus, fut anobli par l'Empereur en 1835.

## Œuvres
Le style des premières œuvres de Eybler est rattaché à J. Haydn et Mozart et on trouve nombre de points de ressemblance avec Michaël Haydn (Requiem). L'œuvre de chambre est d'une grande qualité ce qui lui vaut d'être rééditée. 
- HV 1 - Messe « Sancti Hermani » en ut majeur
- HV 2 - Messe « Sancti Michaelis » en ut majeur
- HV 3 - Messe « Sancti Ludovici » en ut majeur (1829)
- HV 4 - Messe « Sancti Mauritii » en ut majeur (1827)
- HV 5 - Messe « Coronationis Ferdinandi V Regis Hungariae » en ut majeur
- HV 6 - Messe « Sancti Alberti » en ut majeur
- HV 7 - Messe en ut majeur
- HV 8 - Messe « Sancti Bennonis » en ut mineur
- HV 9 - Messe « Sancti Caroli » en ut mineur
- HV 10 - Messe « Sancti Joannis » en ut mineur
- HV 11 - Messe « Sancti Wolfgangi » en ré mineur
- HV 12 - Messe « Sancti Leopoldi » en ré mineur (1827)
- HV 13 - Messe « Sancti Ignatii » en mi bémol majeur
- HV 14 - Messe « Sanctae Andreae » en mi bémol majeur
- HV 15 - Messe « Sanctorum Apostolorum » en mi bémol majeur (1826)
- HV 16 - Messe « Sancti Clementis » en mi majeur
- HV 17 - Messe « Sancti Josephi » en fa majeur (1829)
- HV 18 - Messe « Sancti Maximiliani » en fa majeur
- HV 19 - Messe « Sancti Rudolphi » en fa majeur
- HV 20 - Messe « Sancti Raineri » en fa majeur (1831)
- HV 21 - Messe « Sancti Sigismundi » en fa majeur
- HV 22 - Messe « Sanctae Eleonorae » en sol majeur
- HV 23 - Messe « Sancti Georgii » en sol majeur
- HV 24 - Messe « Sanctae Sophiae » en sol majeur
- HV 25 - Missa pro Sabbato Sancto en sol majeur
- HV 26 - Messe « Sancti Ferdinandi » en sol mineur (1832)
- HV 27 - Messe « Sancti Thaddaei » en la bémol majeur
- HV 28 - Messe « Sanctae Elisabethae » en la mineur
- HV 29 - Messe « Sanctae Theresiae » en si bémol majeur
- HV 30 - Messe « Sancti Francisci » en si bémol majeur
- HV 31 - Messe « Sancti Theodori » en si bémol majeur
- HV 32 - Messe « Sancti Antonii » en si bémol majeur
- HV 33 - Messe « Sanctae Annae » en si bémol majeur
- HV 34 - « Gloria & Incarnatus » pour la Messe en ré mineur de Michael Haydn
- HV 35 - « Kyrie ad Messem in Coena Domini » en mi mineur
- HV 36 - « Sanctus » en ut majeur
- HV 37 - « Requiem » en ut mineur (1803)
- HV 38 - Graduale : « Quem tuus amor ebriat » en ut majeur
- HV 39 - Graduale : « Cantate Domino » en ut majeur
- HV 40 - Graduale : « Omnes de Saba venient » en ut majeur (1827)
- HV 41 - Graduale : « Sperate in Deo omnis » en ut majeur (1827)
- HV 42 - Graduale : « Domine Deus omnium creator » en ut majeur (1832)
- HV 43 - Graduale : « Unam petii » en ut majeur
- HV 44 - Graduale : « Per te Dei Genitrix » en ut majeur
- HV 45 - Graduale : « Lauda Sion salvatorem » en ut majeur
- HV 46 - Graduale : « Os justi meditabitur sapientiam » en ut mineur
- HV 47 - Graduale : « Nocte surgentes vigilemus omnes » en ré majeur
- HV 48 - Graduale : « Ecce sacerdos magnus » en ré majeur
- HV 49 - Graduale : « Te summe Jesu fontem amoris » en ré majeur
- HV 50 - Graduale : « Tua est potentia » en mi bémol majeur (1826)
- HV 51 - Graduale : « Omni die dic Mariae laudes » en mi bémol majeur
- HV 52 - Graduale : « Pater noster » en mi bémol majeur
- HV 53 - Graduale : « Specie tua » en fa majeur
- HV 54 - Graduale : « Christus factus est pro nobis » en fa majeur
- HV 55 - Graduale : « Benedicam Dominum in omni tempore » en fa majeur (1829)
- HV 56 - Graduale : « Non in multitudine est virtus tua Domine » en fa majeur (1831)
- HV 57 - Graduale : « Alma redemptoris Mater » en sol majeur
- HV 58 - Graduale : « Victimae paschali laudes » en sol majeur
- HV 59 - Graduale : « Beata gens cuius est Deus » en sol majeur
- HV 60 - Graduale : « Peccata dimittis » en sol majeur
- HV 61 - Graduale : « Dies sanctificatus illuxit nobis » (Viderunt omnes) en sol majeur (1829)
- HV 62 - Graduale : « Dominus in Sina in sancto » en sol majeur
- HV 63 - Graduale : « Tu Domine Pater noster » en sol majeur
- HV 64 - Graduale : « Benedictus es » en la bémol majeur
- HV 65 - Graduale : « Ave Maria gratia plena » en la majeur
- HV 66 - Graduale : « Cantate Domino » en la majeur
- HV 67 - Graduale : « Magnificate Dominum mecum » en si bémol majeur
- HV 68 - Graduale : « Exaltate Dominum Deum » en si bémol majeur
- HV 69 - Graduale : « Iste est qui ante Deum » en si bémol majeur
- HV 70 - Graduale : « Justus ut palma florebit » en si bémol majeur
- HV 71 - Graduale : « Bone Deus amor Deus » en si bémol majeur
- HV 72 - Graduale : « Populum humilem salvum » en si bémol majeur
- HV 73 - Graduale : « Alleluia confitemini Domino » en si bémol majeur
- HV 74 - Graduale : « Reges Tharsis et Saba » en ré majeur (doubtful)
- HV 75 - Graduale : « Domine cor mundum » (attribution douteuse, peut-être composé par Oehlinger)
- HV 76 - Offertoire : « Nos populus tuus » en ut majeur
- HV 77 - Offertoire : « Jubilate Deo » en ut majeur
- HV 78 - Offertoire : « Tui sunt coeli et tua est terra » en ut majeur (1829)
- HV 79 - Offertoire : « Confirma hoc Deus » en ut majeur
- HV 80 - Offertoire : « Ascendit Deus » en ut majeur
- HV 81 - Offertoire : « Tres sunt qui testimonium » en ut majeur
- HV 82 - Offertoire : « Audite vocem magnam dicentem » en ut majeur
- HV 83 - Offertoire : « Surrexit vere tumulo » en ut majeur
- HV 84 - Offertoire en ut majeur (texte perdu)
- HV 85 - Offertoire : « Terra tremuit et quievit » en ut mineur
- HV 86 - Offertoire : « Si consistent adversum me castra » en ut mineur (1827)
- HV 87 - Offertoire : « Timebunt gentes nomen tuum Domine » en ut mineur (1831)
- HV 88 - Offertoire : « Domine si observaveris iniquitates » en ut mineur (1826)
- HV 88 - Offertoire : « Haec est dies qua candida » en ré majeur
- HV 90 - Offertoire : « Summe Deus te semper laudum » en ré majeur
- HV 91 - Offertoire : « Jubilate Deo omnis terra » en ré majeur (1829)
- HV 92 - Offertoire : « Fremit mare cum furore » en ré mineur (1814)
- HV 92 - Offertoire : « Laus sit Deo in excelsis » en ré majeur
- HV 94 - Offertoire : « Tremit mare » en ré mineur
- HV 95 - Offertoire : « Lux est orta » en mi bémol majeur
- HV 96 - Offertoire : « Ad te o summa bonitas » en mi bémol majeur
- HV 97 - Offertoire : « Levavi oculos meos » en mi majeur
- HV 98 - Offertoire : « Ad te levavi animam meam » en fa majeur
- HV 99 - Offertoire : « Confitebor Domino » en fa majeur
- HV 100 - Offertoire : « O Maria virgo pia » en sol majeur
- HV 101 - Offertoire : « Domine Deus salutis meae » en sol majeur
- HV 102 - Offertoire : « Lauda Sion salvatorem » en sol majeur (l'œuvre est de Michael Haydn MH 215)
- HV 103 - Offertoire : « Tecum principium in die virtutis tuae » en sol majeur
- HV 104 - Offertoire : « Levavi in montes oculos meos » en sol mineur
- HV 105 - Offertoire : « Confitebor tibi Domine » en la majeur
- HV 106 - Offertoire : « Laudate pueri Dominum » en si bémol majeur
- HV 107 - Offertoire : « Reges Tharsis et insulae munera » en si bémol majeur (1827)
- HV 108 - Offertoire : « Magna et mirabilia sunt opera tua Domine » en si bémol majeur (1832)
- HV 109 - Offertoire : « Emitte spiritum tuum » en si bémol majeur
- HV 110 - Antiphon : « Regina coeli laetare » en ut majeur
- HV 111 - Antiphon : « Regina coeli laetare » en ré majeur
- HV 112 - Antiphon : « Salve Regina » en fa majeur
- HV 113 - Antiphon : « Salve Regina » en sol majeur
- HV 114 - « Te Deum » en ut majeur (1807)
- HV 115 - « Te Deum » en ut majeur (1814)
- HV 116 - « Te Deum » en ut majeur (1824)
- HV 117 - « Te Deum » en ut majeur
- HV 118 - « Te Deum » en ré majeur (1800)
- HV 119 - « Te Deum » en ré majeur (1819)
- HV 120 - « Te Deum » en si bémol majeur
- HV 121 - Hymne : « Veni sancte spiritus » en ut majeur
- HV 122 - Hymne : « Alleluia » en ut majeur
- HV 123 - Hymne : « Tristes erant apostoli » en ut mineur
- HV 124 - Hymne : « Iste confessor » en ré mineur
- HV 125 - Hymne : « Ecce quo modo moritur justus » en fa majeur
- HV 126 - Hymne : « Coelestis urbs Jerusalem » en fa majeur
- HV 127 - Hymne : « Exultet orbis gaudiis » en fa majeur
- HV 128 - Hymne : T »antum ergo » en fa majeur
- HV 129 - Hymne : « Veni sancte spiritus » en sol majeur
- HV 130 - Hymne : « Jesu nostra redemptio » en sol majeur
- HV 131 - Hymne : « Asperges me Domine »
- HV 132 - « De profundis clamavi » en sol mineur
- HV 133 - « Laudate Dominum » en la mineur
- HV 134 - « Miserere » en ré mineur
- HV 135 - « Litaniae » en fa majeur
- HV 136 - « Tibi aeterno Deo haec cantica » en sol majeur
- HV 137 - « Die vier letzten Dinge » (texte de J. Sonnleithner, 1810)
- HV 138 - « Die Hirten bei der krippe zu Bethlehem » (Oratorio de Noël, 1794)
- HV 139 - Cantate : « Dich Schöpfer sanfter Harmonie »
- HV 140 - Cantate : « Il sacrifizio »
- HV 141 - Cantate : « Die Macht der Tonkunst »
- HV 142 - « Das Zauberschwert » [L'Épée magique] une comédie romantique (Opéra en 3 actes, livret de K. F. Hensler, Vienne Leopoldstadt, 16 février 1802)
- HV 143 - Ouverture pour « Das Zauberschwert » pour piano en si bémol majeur
- HV 144 - Lied : « Ein Weibchen das den ganzen Tag » en ut majeur
- HV 145 - Lied : « Es liebt sich so traulich » en mi bémol majeur
- HV 146 - Lied : « Ich bin in den Blühmond der Rosen » en fa majeur
- HV 147 - Lied : « Von Millionen eine allein » en sol mineur
- HV 148 - Lied : « Ich will nichts von Liebe wissen » en sol majeur
- HV 149 - Lied : « Sogleich empfand ich beym Erblicken » en si bémol majeur
- HV 150 - Lied : « Von der treue Arm umwunden en mi mineur
- HV 151 - Scena ed aria pour Coriolan
- HV 152 - Scena ed quartetto pour Coriolan
- HV 153 - « Vanne torna altro...Combattero da forte » en ré majeur
- HV 154 - « Dov'è la sposa mia...Svenami pur » en mi bémol majeur
- HV 155 - « Sposa d'Emireno tu sei...L'ombra incerta » en mi bémol majeur
- HV 156 - « Die Familie des T.G. Gracchus » (Pantomime, J. W. Ridler)
- HV 157 - « Ouverture » en ut mineur, op. 8 (1804)
- HV 158 - Symphonie no 1 en ut majeur (I. Adagio - Allegro spirituoso, II. Andante, III. Menuetto, IV. Finale. Allegro assai)
- HV 159 - Symphonie no 2 en ré majeur (I. Maestoso - Allegro, II. Menuetto. Allegretto, III. Andante, IV. Menuetto. Maestoso, V. Finale. Allegro)
- HV 160 - Concerto pour clarinette en si bémol majeur
- HV 161 - Divertimento « für die Faschingsdienstag » en ré majeur (1805)
- HV 162 - 12 Menuets & Trios, pour orchestre
- HV 163 - 12 Menuets & Trios, pour orchestre
- HV 164 - 12 Menuets pour orchestre
- HV 165 - 12 Menuets & Trios, pour orchestre
- HV 166 - 12 Menuets & Trios, pour orchestre
- HV 167 - 12 Menuets pour orchestre
- HV 168 - 8 Menuets & Trios, pour orchestre
- HV 169 - 8 Menuets & Trios, pour orchestre
- HV 170 - 7 Menuets & Trios, pour orchestre
- HV 171 - 5 Menuets & Trios, pour orchestre (2 are œuvre perdue)
- HV 172 - 13 Danses allemandes pour orchestre
- HV 173 - 12 Danses allemandes pour orchestre
- HV 174 - 12 Danses allemandes & trios, pour orchestre (œuvre perdue)
- HV 175 - 12 Danses allemandes pour orchestre (œuvre perdue)
- HV 176 - 8 Danses allemandes & trios, pour orchestre
- HV 177 - Contredanze con 6 alternativi pour orchestre
- HV 178 - 3 Contredanzes pour orchestre
- HV 179 - Eccossè con 6 alternativi pour orchestre
- HV 180 - Danses pour orchestre
- HV 181 - Polonaise pour orchestre en ut majeur
- HV 182 - Sextuor à cordes en ré majeur
- HV 183 - Quintette à cordes op. 5 en mi bémol majeur
- HV 184 - Quintette avec viole d'amour en ré majeur
- HV 185 - Quintette avec viole d'amour en ré majeur
- HV 186 - Quintette à cordes en ré majeur
- HV 187 - Quintette à cordes op. 6 no 2 en la majeur (1803)
- HV 188 - Quintette à cordes op. 6 no 1 en si bémol majeur (1801, Éd. Johann Traeg)
- HV 189 - Quintette avec flûte en ré majeur
- HV 190 - Quatuor à cordes op. 1 no 1 en ré majeur (1787 - I. Adagio non molto-Allegro moderato, II. Menuetto Allegretto-Trio, III. Adagio cantabile, IV. Thema con Variationi-Moderato)
- HV 191 - Quatuor à cordes op. 1 no 2 en ut mineur (1787 - I. Allegro, II. Adagio non molto, III. Menuetto Allegretto-trio, IV. Finale. Allegro)
- HV 192 - Quatuor à cordes op. 1 no 3 en si bémol majeur (I. Allegro, II. Adagio, III. Menuetto-Trio, IV. Finale. Vivace)
- HV 193 - Quatuor à cordes op. 10 no 1 en mi bémol majeur (1809)
- HV 193a - Quatuor à cordes op. 2 en mi bémol majeur
- HV 194 - Quatuor à cordes op. 10 no 2 en la majeur (1809)
- HV 194a - Quatuor à cordes op. 3 en la majeur
- HV 195 - Quatuor à cordes op. 10 no 3 en ut majeur (1809)
- HV 195a - Quatuor à cordes op. 4 en ut majeur
- HV 196 - Variations « Augustin » pour quatuor à cordes en sol majeur
- HV 197 - Trio à cordes op. 2 en ut majeur (1798)
- HV 198 - Piano Trio op. 4 en mi bémol majeur
- HV 199 - Sonate pour piano & violon op. 9 no 1 en ut majeur
- HV 200 - Sonate pour piano & violon op. 9 no 2 en fa majeur
- HV 201 - Sonate pour piano & violon op. 9 no 3 en si bémol majeur
- HV 202 - Sonate pour piano & violon en mi bémol majeur
- HV 203 - Sonate pour deux violoncelles op. 7 n° 1 en sol majeur (1803)
- HV 204 - Sonate pour deux violoncelles op. 7 n° 2 en ré mineur (1803)
- HV 205 - 12 Menuets, pour piano
- HV 206 - 12 [deutsche Tänze und 12 Trios] Danses allemandes & trios, pour piano
- HV 207 - 12 Danses allemandes & trios, pour piano
- HV 208 - 12 Menuets & Trios, pour piano
- HV 209 - 12 Danses allemandes, pour piano
- HV 210 - 8 Danses allemandes & trios, pour piano (1810)
- HV 211 - 12 Danses pour piano
- HV 212 - 9 Danses pour piano « Alexanders Favorit-Tänze » (Éd. Berlin, sans date)
- HV 213 - 10 Variations sur « Pria ch'io l'impegno », pour piano en fa majeur (1798)
- HV 214 - 12 Variations sur le thème « a Schüsserl und a Reinderl », pour piano en la majeur (1797)
- HV 215 - 12 Variations pour piano
- HV 216 - 3 Marches pour piano (1798)
- HV 217 - 12 Lieder
- HV 218 - Lied : « Auf Weihnacht » en mi majeur
- HV 219 - Lied : « Klagtöne » en la bémol majeur
- HV 220 - Lied : « Das Wohltun » (œuvre perdue)
- HV 221 - Lied : « Von allen Sterblichen auf Erden » (œuvre perdue)
- HV 222 - Études pour voix et continuo
- HV 223 - Lied : « Getröstetes Heimweh » en mi majeur
- HV 224 - Lied : « Danklied an Gott » en mi majeur
- HV 225 - Lied : « Ich will vertrauen » en fa majeur
- HV 226 - « Auf Brüder auf » en si bémol majeur
- HV 227 - « Des Volkes Wunsch » en ut majeur
- HV 228 - Canon : Frau Mutter schönen Namenstag » en sol majeur
- HV 229 - Canon : « Des Lebens sich zu freuen » en si bémol majeur
- HV 230 - Canon : « Wann i a Räuscherl hab » en si bémol majeur
- HV 231 - Canon : « Wohin du reisest, sei glücklich »
- HV 232 - Choral : « Hymne e an Gott » en mi majeur
- HV 233 - Choral : « Abendlied an einen Freund » en la mineur
- HV 234 - Choral : « Leichengesang » en la bémol majeur
- HV 235 - Ode « an Joseph Haydn vom Fräulein Gabriele von Baumberg » en ut majeur
- HV 236 - Ode « an Joseph Haydn vom Fräulein Gabriele von Baumberg » en la mineur
- HV 237 - Choral : « Freimaurerkantate » en fa majeur
- HV 238 - Choral : « Aus dem blühenden Vereine » (fragment)
- HV 239 - Choral : « Zufriedenheit mit Wenigen » en si bémol majeur
- HV 240 - « Es töne dann in rascher Saiten Sturme » en ré majeur
- HV 241 - Arrangement du Requiem en ré mineur de Mozart [Dies irae, Tuba mirum, Rex tremendae, Recordare, Confutatis, Lacrimosa]
- HV 242 - Arrangement du « Gott erhalte Franz den Kaiser » pour orchestre en sol majeur de J. Haydn
- HV 243 - Choral d'après « La Création » de Haydn (œuvre perdue)
- HV 244 - Arrangement du « Stabat Mater » en fa mineur de Pergolèse
- HV 245 - Arrangement de l'ouverture « Nachtigal und Rabe » pour piano en fa majeur de Weigl
- HV 246 - Brouillons d'un Kyrie & d'un Gloria pour une messe
- HV 247 - Ballet mythologique en mi bémol majeur (fragment)
- HV 248 - Trio à cordes en mi bémol majeur (fragment)
- HV 249 - Choral : « Laßt uns ihr Brüder » en fa majeur (fragment)
- HV 250 - Choral : « Der Wanderer » en ut majeur (fragment)

### Source
- (en) Cet article est partiellement ou en totalité issu de l’article de Wikipédia en anglais intitulé « Joseph Leopold Eybler » (voir la liste des auteurs).

### Discographie
Musique de chambre
- Trio à cordes op. 2, quintette à cordes op. 6 no 1 « Gran Quintetto » - Deutsches Streichtrio & Juergen Weber, alto & Heinrich Braun, contrebasse (CPO 777 025-2)
- 3 Quatuors à cordes op. 1 - Quatuor Eybler, Julia Wedman & Aisslinn Nosky, violon, Patrick G. Jordan, alto, Margaret Gay, violoncelle (2006, Analekta AN 2 9914)
- Quintette à cordes en ré majeur & Trio à cordes op. 2 en ut majeur - Quintette Momento Musicale (2005, MDG 603 1321-2)
- Quintettes à cordes op. 6 n° 1 & 2 - Ensemble Concertant de Franckfort (1996, Claves 509519)

Orchestre
- Symphonies n° 1 & 2 - Orchestre de chambre de Genève, dir. Michael Hofstetter (2004, CPO)
- Concerto pour clarinette - Dieter Klöcker, English Chamber Orchestra, dir. Wolf-Dieter Hauschild (Novalis 150 061-2)

Vocale
- Oratorio de Noël (1794) - Alsfelder Vokalensemble, I Febiarmonici, dir. Wolfgang Helbich (CPO)
- Requiem - Barbara Schlick, soprano ; Isolde Assenheimer, contralto ; Harry van Berne, ténor ; Harry van der Kamp, basse ; Alsfelder Vokalensemble, Steintor Barock Bremen, dir. Wolfgang Helbich (1992, CPO 999 234-2)
- « Die vier letzten Dinge » (Oratorio) - Joseph von Sonnleithner, Elisabeth Scholl, Markus Schaefer, Peter Kooij, Das Kleine Konzert, Rheinische Kantorei, dir. Hermann Max (2CD CPO 777 024-2)